# Leonid Barbier
Leonid Fajfelevič Barbier (in russo Леонид Файфелевич Барбиер?, in ucraino Леонід Файвелевич Барбієр?, Leonid Fajvelevyč Barbier; Kiev, 9 aprile 1937 – 15 gennaio 2023) è stato un nuotatore sovietico, dal 1992 ucraino.

## Carriera
Ha vinto la medaglia d'oro nei 200m dorso agli europei del 1962.

## Palmares

### Competizioni internazionali
- Europei

Budapest 1958: oro nella 4×100m misti e argento nei 100m dorso.
Lipsia 1962: oro nei 200m dorso.